# Justė Janulytė
Justė Janulytė (* 1982 in Vilnius) ist eine litauische Komponistin.

## Leben
Justė Janulytė studierte Klavier, Chordirigat, Musiktheorie und Komposition an der Litauischen Musik- und Theaterakademie bei Bronius Kutavičius und Osvaldas Balakauskas und am Konservatorium Giuseppe Verdi Mailand bei Alessandro Solbiati. Ihr multimediales Werk Sandglasses brachte ihr großen Erfolg: nach der Uraufführung 2010 in Litauen wurde es auf den wichtigen europäischen Festivals für Neue Musik aufgeführt, darunter auf dem Warschauer Herbst und dem MaerzMusik-Festival. Janulytė hat mit international renommierten Ensembles zusammengearbeitet, unter anderem mit dem Orchestra del Teatro La Fenic, dem Orchester der Oper Göteborg, dem BBC National Orchestra of Wales, dem Nationalen Symphonieorchester des Polnischen Rundfunks, der Philharmonie Brünn, der Sinfonietta Riga, der Birmingham Contemporary Music Group, dem BIT20 Ensemble und dem Kammerorchester des Dänischen Rundfunks. Janulytė unterrichtet an der Litauischen Musik- und Theaterakademie und lebt in Vilnius und Mailand.

## Musik
Janulytė bezeichnet ihre Musik als „monochrom“. Dies drückt sich unter anderem in langsamen Tempi, einer sich unmerklich verändernden Klanglichkeit und oft uniformen Instrumentierungen aus. Mit dem prozessualen Charakter ihrer Werke stellt sie sich in die Nachfolge des litauischen Post-Minimalismus. Inspiriert wird sie oftmals aus Beobachtungen natürlicher Phänomene: „Anfang für alles“, sagt sie im Interview mit Deutschlandfunkkultur, „ist die Natur. Durch sie können wir uns selbst und unsere Welt begreifen. Deswegen sind ihre Regeln und Prinzipien, die überall gelten und nach den die Lebewesen funktionieren, nicht nur essenziell, sondern passen optimal als Vorbild für eine organische Musik, als eine bestimmte Form des Lebens. Hier finde ich alle Modelle und Schemata für meine Werke.“ Bedeutenden Einfluss auf ihre Arbeitsweise hatte der litauische Komponist Rytis Mažulis.

## Werke (Auswahl)

### Orchesterwerke
- 2004: white music für 15 Streicher
- 2006: Textile für Orchester
- 2007: Aquarelle für Kammerorchester
- 2009: Elongation of Nights für 21 Streicher
- 2011: Pendulums für Streichquartett und Streichorchester
- 2012: Observation of Clouds für Chor, Holzbläserquintett und Streicher
- 2017: The Colour of Water für Saxophon und Kammerorchester
- 2018: Here at the quiet limit für Chor und Streichorchester
- 2018: Circle for a Square für 4 Streichquartette
- 2018: Windharfe für Cembalo und Streichorchester
- 2019: Was There a Swan? für Orgel und Orchester
- 2021: Apnea für Streichorchester

### Kammermusik
- 2002: from my numberless poems about the falling cherry blossoms für Mezzosopran, Flöte, Cello und Klavier
- 2004: Let’s talk about Shadows für Klarinette, Violine und Klavier
- 2004: who has traced the abyss of July night, how many miles does it take to dart downwards to the hollow, where nothing else happens…? für Flötenquartett oder Streichquartett
- 2005: Endings für Saxophonquartett
- 2005: if Paper could dream, it would dream of Water für Streichquartett
- 2006: Silence of the falling snow für zwei Klaviere
- 2008: Aria für Cello und Akkordeon
- 2008: Aria für Streichquartett
- 2008: Psalms für Cello solo und vorher aufgezeichnete Cellos
- 2010: Labyrinths für Flöte, Klarinette und Streichquartett
- 2012: Warum betrübst du dich, mein Herz für Orgel
- 2016: Harp is a Chord für Cembalo und Akkordeon
- 2020: Unanime für 8 Trompeten
- 2020: Unanimus für 8 Trompeten

### Vokalwerke
- 2002: inversio für zwei SATB-Chöre
- 2014: Ihr Schatten schneller Zeit für 16 Stimmen
- 2015: Plonge für Cello und 12 Stimmen
- 2015: Radiance für Kammerchor und Elektronik
- 2019: Now I’m nowhere für Chor
- 2021: Recordare für Chor und Orchester[5]

### Installationen
- 2007: Breathing music für Streichquartett, Elektronik und kinetische Skulpturen
- 2010: Sandglasses für 4 Cellos, Elektronik und Video-Szenografie
- 2019: Skycity und Waves für Videoinstallationen

## Auszeichnungen
- 2004: Preis der Lithuanian Composers’ Union für die beste Kammermusik für White music[6]
- 2008: Preis der Lithuanian Composers’ Union für das beste Orchesterwerk für Textile[6]
- 2009: Preis für junge Komponisten des International Rostrum of Composers für Aquarelle[7]
- 2010: Preis der Lithuanian Composers’ Union für die beste Kammermusik für Elongation of Nights[6]
- 2011: Grand Prix der Lithuanian Composers’ Union für Sandglasses[6]
- 2017: Litauischer Nationalpreis für Kunst und Kultur[2]
- 2019: Kompositionsauftrag der musica femina münchen[8]